# La Grille
La Grille es un volcán en las Unión de las Comoras que está situado en el archipiélago de las Comoras en la isla de Gran Comora (también conocida como Ngazidja).
La Grille constituye un volcán en el extremo norte de la isla y carece de una caldera cumbre al igual que su vecino más grande y más conocido en el sur, el Volcán Karthala. El volcán basáltico de La Grille, también contrasta con Karthala en su abundancia de conos piroclásticos de hasta 800 m de altura. Flujos recientes de lava, algunos hace tan sólo unos cientos de años, han llegado al mar.